# Prâlon
 Prâlon  es una población y comuna francesa, en la región de Borgoña, departamento de Côte-d'Or, en el distrito de Dijon y cantón de Sombernon.

## Demografía
| 90 | 79 | 75 | 64 | 71 | 88 |
| Para los censos de 1962 a 1999 la población legal corresponde a la población sin duplicidades (Fuente: INSEE [Consultar]) |    |    |    |    |    |